# گرومبرگر (دهانه)
گرومبرگر یک دهانه برخوردی در ماه‌ است.

## دهانه‌های اقماری
این دهانه ۶ دهانه اقماری دارد.
| Gruemberger | عرض جغرافیایی | طول جغرافیایی | قطر          |
| ----------- | ------------- | ------------- | ------------ |
| A           | ۶۷.۲° S       | ۱۱.۸° W       | ۲۰.۰ کیلومتر |
| C           | ۶۵.۹° S       | ۱۵.۳° W       | ۱۳.۰ کیلومتر |
| B           | ۶۴.۶° S       | ۹.۰° W        | ۳۱.۰ کیلومتر |
| E           | ۶۳.۶° S       | ۷.۱° W        | ۹.۰ کیلومتر  |
| D           | ۶۸.۱° S       | ۱۴.۴° W       | ۵.۰ کیلومتر  |
| F           | ۶۲.۹° S       | ۶.۳° W        | ۷.۰ کیلومتر  |